# Shiki (novela)
Shiki (屍鬼 lit. Cadáver demoníaco o espíritu muerto?) es una novela japonesa escrita en el año 1998 por Fuyumi Ono y luego reimpresa en 2002, adaptada al manga en el 2007 y al anime desde el 2010.

## Argumento
La historia sucede en un verano particularmente caluroso, en una pequeña villa llamada Sotoba, rodeada de árboles de abeto, con los cuales hacen ataúdes. Desde el momento en que una familia se muda a una mansión estilo europeo (Kanemasa) recientemente construida en las afueras del pueblo, empiezan a suceder misteriosas y constantes muertes entre los habitantes. Ozaki Toshio, médico del único hospital de la aldea, inicialmente supone que se trata de una epidemia, de una especie de anemia entre los habitantes, pero luego, gracias a una pregunta que le hizo Natsuno Yuuki, un habitante del pueblo de 15 años, descubre que no es una epidemia y que tampoco es transmitida por picaduras de insectos como sospecha el médico. Entonces empieza a hacerse más posible la existencia de los Okiagari o Shiki, como llaman los aldeanos a los muertos que caminan.

## Personajes

### Principales
Toshio Ozaki (尾崎 敏夫 Ozaki Toshio?)
Voz por: Tōru Ōkawa
Es el doctor encargado del único hospital de toda la villa, tomando el lugar de su difunto padre. Cariñosamente es llamado "Waka-sensei" por sus colegas en el hospital. Como proviene de una familia adinerada y es hijo único, sus padres querían que él siguiera el camino que tomó su progenitor, con tal de mantener la reputación de la familia antes que la felicidad de Toshio, lo cual le disgusta (originalmente no quería ser médico). Gracias a la actitud de su madre, su esposa se fue a vivir a otra ciudad y esta regresa en el episodio 9 por intercesión de la misma madre de Toshio. Su mejor amigo es Seishin Muroi, un monje escritor de novelas, el cual le ayuda a resolver las misteriosas muertes, junto con Yasumori Mikiyasu, asesinado por los Shiki. Con la ayuda de Natsuno Yuuki realiza un plan para salvar la aldea y poder destruir a los Shiki, en el proceso la aldea es destruida pero logra salvar a los habitantes de la misma de ser asesinados por los Shiki.
Natsuno Yuuki/Koide (結城/小出 夏野 Yuuki/Koide Natsuno?)
Voz por: Kōki Uchiyama
Es un joven de quince años que vive en la aldea de Sotoba, desde que llegó a la misma trata de mantenerse alejado de todo el mundo, por lo que solo tenía un amigo Tohru Mutou, el cual fue asesinado por los Shiki. Presenta una personalidad fría en toda la serie, y es uno de los personajes principales. Es responsable de hacer caer en cuenta al doctor Toshio de que no es una epidemia lo que azota la villa. Él es asesinado por Tohru, su mejor amigo, quien necesitaba alimentarse de alguien. Después de esto se convierte en un Shiki, pero no uno común, sino un "Hombre Lobo", una subespecie de Shiki, pero sin las debilidades de uno de estos, por ejemplo puede exponerse al sol y comer alimentos corrientes, pero si bebe sangre obtiene fuerza sobrehumana. Luego de convertirse en Hombre Lobo, Natsuno se alía al doctor Toshio para destruir a los Shiki y su ayuda es fundamental en esta confrontación.
Seishin Muroi (室井 静信 Muroi Seishin?)
Voz por: Kazuyuki Okitsu
Es el monje local, el primero en hallar los muertos en una casa alejada de la villa, donde se hallaron tres, dos de ellos en estado de descomposición total y una anciana recién muerta. Es también un novelista y mantiene conversaciones muy profundas con una pequeña niña que se acaba de mudar a la mansión de estilo europeo llamada Sunako. Una vez intentó suicidarse cortándose la muñeca izquierda mientras estaba ebrio en sus días de universidad, pero al sobrevivir decidió ser monje y escritor. Él ayuda al doctor a resolver las misteriosas muertes, además, está escribiendo una novela llamada Shiki, que trata de como un hermano mata al otro al tenerle envidia. Más tarde, se vuelve aliado a los Shiki, porque considera asesinato el matar a otro ser con conciencia, que puede no ser humano, pero igual tiene sentimientos. Cuando los Shiki son acorralados trata de salvar a Sunako intentando sacarla de la aldea, pero es malherido y muere desangrado; gracias a que estuvo dándole sangre a Tatsumi y Sunako, al momento de morir vuelve a la vida como Hombre Lobo pudiendo salvar a Sunako de morir y escapar juntos de la aldea.
Los Kirishiki (桐敷 Kirishiki?)
Son la familia que se acaban de mudar a la Mansión de estilo europeo a las afueras de la villa, se mudaron luego de leer un ensayo de Muroi en una revista, en el cual hablaba sobre la villa. Sobre los padres se conoce poco, pero su hija, llamada Sunako Kirishiki (桐敷 沙子 Kirishiki Sunako?) ha leído todas las novelas escritas por Muroi y conoce mucho acerca de su vida.
También llegan a la mansión con un joven llamado Tatsumi (辰巳 Tatsumi?), un Hombre Lobo, el cual es su mayordomo e intenta conocer a la gente en la aldea, además de que es él quien desentierra los cadáveres al principio, después deja la tarea a la funeraria. Chizuru, la "madre" de la familia es considerada por Sunako como una hija, y es quien comienza con los ataques, empezando por Megumi Shimizu. Sunako y su supuesta madre fingen tener una enfermedad muy rara que les impide salir de día, y a partir de su llegada al pueblo comienzan las misteriosas muertes, luego algunas personas descubren que realmente son Shiki, ni fantasmas incorporeos, ni Zombis sin conciencia. Tatsumi puede salir a la Luz debido al ser Hombre Lobo, al igual que el padre de la familia, que es humano. El único humano que los acepta como son, aunque después también se le suma Seishin.
Megumi Shimizu (清水 恵 Shimizu Megumi?)
Voz por: Haruka Tomatsu
Es la protagonista del primer episodio de la serie, es una chica de 15 años que odia vivir en la aldea de Sotoba y odia a la gente que vive en ella, porque, según ella, son poco refinados y ella quiere ser diferente, como si viviera en una gran ciudad. Está enamorada de Natsuno, en las noches se escondía detrás de los arbustos de las afueras del cuarto de él para espiarlo, por lo que este cerraba las ventanas y varias veces ella le ha expresado su amor, mas él no le presta atención dado que el no quiere relacionarse con nadie de la villa. Un día decide visitar la casa estilo europeo que se encontraba en su pueblo, pero al llegar ahí es atacada por Chizuru. Más tarde, es encontrada inconsciente, aparentemente con un estado de anemia, posteriormente revive como un Shiki. 
Tohru Mutou (武藤 徹 Muto Tōru?)
Voz por: Nobuhiko Okamoto
Cuando vio que Natsuno llegaba con su bicicleta pinchada, él le ayudó parchando su neumático, desde entonces son los mejores amigos. Es una persona muy dulce, totalmente diferente a Natsuno, quiere a todo el mundo y todo el mundo lo quiere, además es muy servicial. Tohru era el único amigo de Natsuno, pero cuando Natsuno, preocupado no era capaz de dormir en su casa por miedo a Shimizu (ya convertida en Shiki) este se fue a dormir a casa de Tohru. Allí presenció como Shimizu lo asesinó.
Cuando los Shiki se agruparon para atacar al doctor Ozaki y a Natsuno, se muestra que Touru se ha vuelto uno de ellos, pero, al igual que Shimizu, es incapaz de atacar a Natsuno por el sentimiento que tiene hacia él, aunque, para salvarlo de Tatsumi ataca a Natsuno mientras llora, matándolo.
Kaori Tanaka (田中 かおり Tanaka Kaori?) y Akira Tanaka (田中 昭 Tanaka Akira?)
Voz por: Nakashima Haruka y Kawakami Keiko
Son hermanos, amigos de la infancia de Megumi. Cuando empieza a haber muertes misteriosas, Akira es el primero en sospechar de la familia recién llegada los Kirishki, porque él se da cuenta de que desde que ellos llegaron, las muertes comenzaron. Después convence a su hermana y ambos ayudan a Natsuno a resolver el caso de los Shiki, comprobando después que existían, porque al desenterrar el ataúd de Shimizu, se dieron cuenta al ver el ataúd vació sin el cadáver de la chica, que se suponía que estaba allí. Lograron al final sobrevivir los dos, solamente porque su padre fue convertido en un Shiki por Megumi y después de Revivir mató a su esposa, la madre de Akira y Kaori.

## Lanzamiento

### Novela
La novela Shiki fue publicada por primera vez por Shinchōsha en 1998 y consta de dos volúmenes. La segunda edición se publicó en formato tankōbon en el 2002, y consta de cinco volúmenes.[cita requerida]

#### Lista de volúmenes (primera edición)
| Núm. | Fecha de estreno   | ISBN               |
| ---- | ------------------ | ------------------ |
| 1    | Septiembre de 1998 | ISBN 4-10-397002-2 |
| 2    | Septiembre de 1998 | ISBN 4-10-397003-0 |

#### Lista de volúmenes (segunda edición)
| Núm. | Fecha de estreno      | ISBN               |
| ---- | --------------------- | ------------------ |
| 1    | 20 de enero de 2002   | ISBN 4-10-124023-X |
| 2    | 30 de enero de 2002   | ISBN 4-10-124024-8 |
| 3    | 28 de febrero de 2002 | ISBN 4-10-124025-6 |
| 4    | 28 de febrero de 2002 | ISBN 4-10-124026-4 |
| 5    | 28 de febrero de 2002 | ISBN 4-10-124027-2 |

### Manga
Una serie de manga que adapta la historia, dibujada por Ryu Fujisaki, fue realizada mensualmente en la revista japonesa Jump Square, desde diciembre de 2007 hasta junio de 2011.[cita requerida]

### Anime
En Japón, se anunció por primera vez una adaptación del manga Shiki a anime, en diciembre de 2009. La produjo el estudio Daume.
Se emitieron 22 episodios en el 2010. Se lanzaron dos OVA en DVD el verano siguiente, con lo que se completaron 24 episodios. Las OVA son adiciones a los episodios 20 y 21, aparecen numerados como 20.5 y 21.5 y comparten el mismo título de estos episodios, pero añadiendo "y Malicia" al final.[cita requerida]

#### Lista de episodios
| Núm. | Título                                                                                | Fecha de estreno          |
| ---- | ------------------------------------------------------------------------------------- | ------------------------- |
| 1    | "Primera sangre" "Dai ichi wa" (第遺血話)                                             | 8 de julio de 2010        |
| 2    | "Segunda putrefacción" "Dai futa (ni) wa" (第腐堕話)                                  | 16 de julio de 2010       |
| 3    | "Tercera tragedia" "Dai san wa" (第惨話)                                              | 22 de julio de 2010       |
| 4    | "Cuarta fatalidad" "Dai shi (yon) wa" (第死話)                                        | 29 de julio de 2010       |
| 5    | "Quinta falsedad" "Dai itsu (go) wa" (第偽話)                                         | 5 de agosto de 2010       |
| 6    | "Sexta calavera" "Dai roku wa" (第髏苦話)                                             | 12 de agosto de 2010      |
| 7    | "Séptimo Espíritu Asesino" "Dai shichi wa" (第弑魑話)                                 | 19 de agosto de 2010      |
| 8    | "Octava noche" "Dai ya (hachi) wa" (第夜話)                                           | 26 de agosto de 2010      |
| 9    | "Noveno ataúd" "Dai kyū wa" (第柩話)                                                  | 2 de septiembre de 2010   |
| 10   | "Décimo luto" "Dai tō (ju) wa" (第悼話)                                               | 9 de septiembre de 2010   |
| 11   | "Undécima matanza" "Dai tō to hito (jūichi) wa" (第悼と悲屠話)                        | 16 de septiembre de 2010  |
| 12   | "Duodécima descomposición" "Dai tō to futa (jūni) wa" (第悼と腐堕話)                  | 14 de octubre de 2010     |
| 13   | "Decimotercera tragedia" "Dai tō to san (jūsan) wa" (第悼と惨話)                      | 28 de octubre de 2010     |
| 14   | "Decimocuarta muerte" "Dai tō to shi (jūyon) wa" (第悼と死話)                         | 4 de noviembre de 2010    |
| 15   | "Decimoquinta mentira" "Dai tō to itsu wa" (第悼と偽話)                               | 11 de noviembre de 2010   |
| 16   | "Decimosexta calavera" "Dai tō to roku wa" (第悼と髏苦話)                             | 18 de noviembre de 2010   |
| 17   | "Decimoséptimo espíritu asesino" "Dai tō to shichi wa" (第悼と弑魑話)                 | 25 de noviembre de 2010   |
| 18   | "Decimoctava noche" "Dai tō to ya wa" (第悼と夜話)                                    | 2 de diciembre de 2010    |
| 19   | "Decimonoveno ataúd" "Dai tō to kyū wa" (第悼と柩話)                                  | 9 de diciembre de 2010    |
| 20   | "Vigésimo luto" "Dai futatō wa" (第腐汰悼話)                                          | 16 de diciembre de 2010   |
| 21   | "Vigésima primera masacre" "Dai futatō to hito wa" (第腐汰悼と悲屠話)                 | 23 de diciembre de 2010   |
| 22   | "La última cacería" "Saishū wa" (蔡蒐話)                                              | 30 de diciembre de 2010   |
| 20.5 | "Vigésimo luto y malicia" "Dai futatō to han wa" (第腐汰悼と犯話)                     | 25 de mayo de 2011 (OVA)  |
| 21.5 | "Vigésimo primera masacre y malicia" "Dai futatō-ichi to han wa" (第腐汰悼遺血と犯話) | 22 de junio de 2011 (OVA) |